# Consejo Internacional para la Exploración del Mar

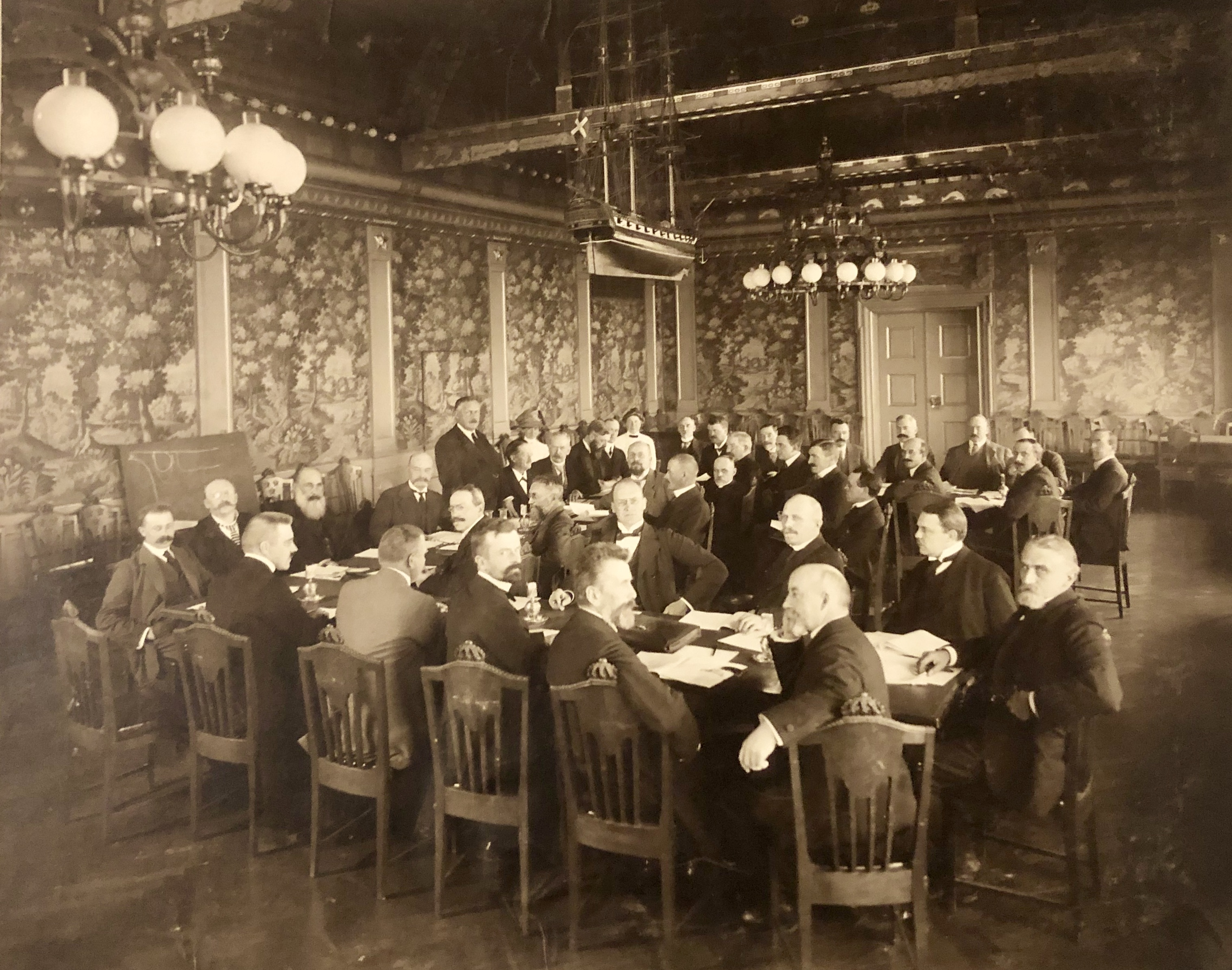
Consejo Internacional para la Exploración del Mar con el presidente Walter Archer (1855-1917)

El Consejo Internacional para la Exploración del Mar, también conocido como CIEM en español e ICES en inglés es una organización que promueve y coordina los recursos naturales del Atlántico Norte.
Fue fundada en 1902 y tiene sede en Copenhague, Dinamarca.

## Países miembros
Bélgica , Canadá, Dinamarca, Estonia, Finlandia, Francia, Alemania, 
Islandia, Irlanda, Letonia, Países Bajos, Noruega, Polonia, Portugal, Rusia, España, Suecia, Reino Unido, Estados Unidos, 